# ヒエロン2世

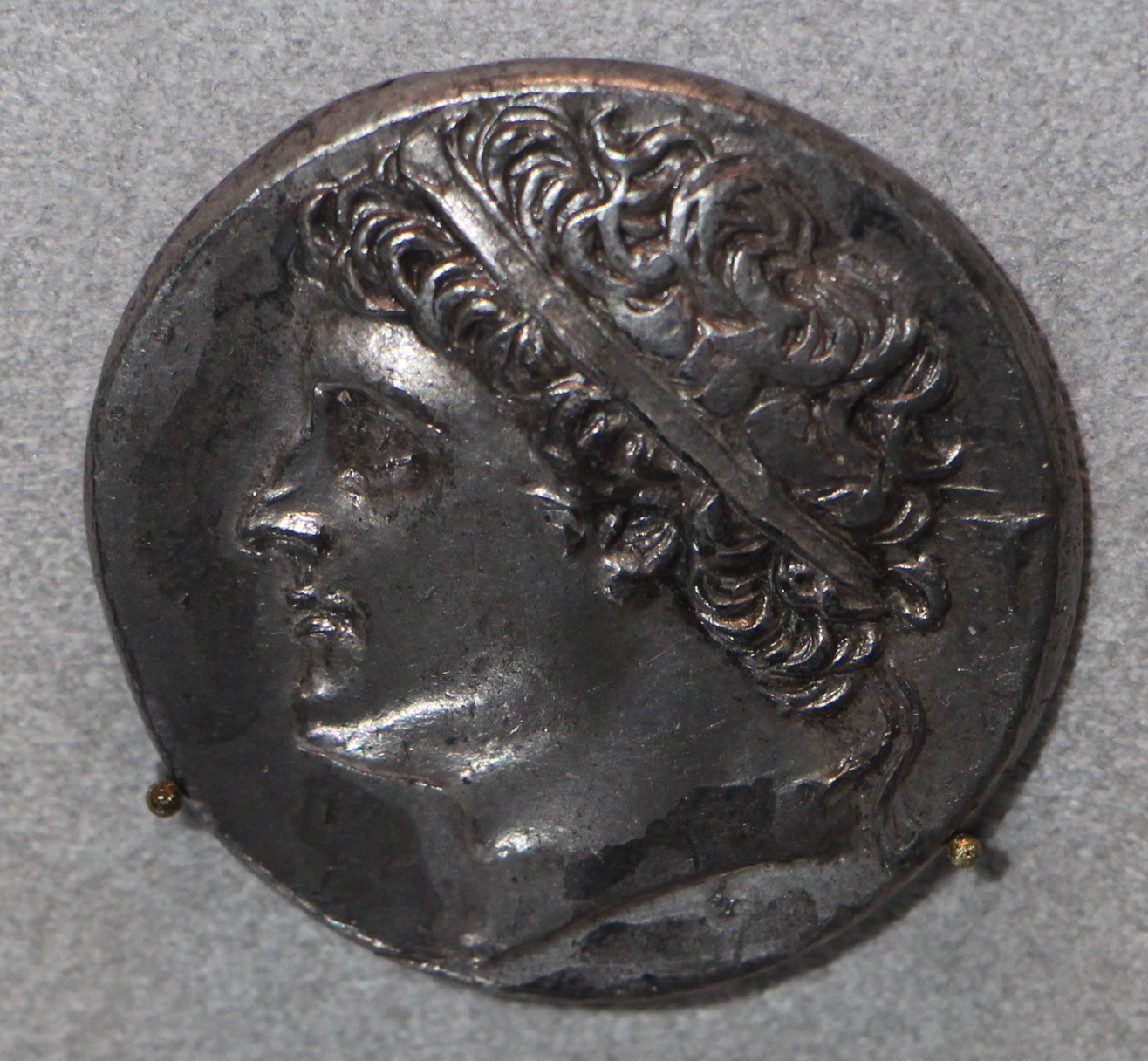
Coin of Hiero II of Syracuse

ヒエロン2世（ギリシア語: Ιέρων Β΄）は、第一次ポエニ戦争時代にシラクサを支配していた人物。当初は僭主であったが、後に民衆より王に擁立される。メッシーナを簒奪した傭兵集団マメルティニと対立し、戦闘で破るも、これがローマとカルタゴの軍事介入を招き、第一次ポエニ戦争の原因となった。

## 概説
ヒエロンはもともとはエペイロス王ピュロスの将軍であり、彼の下で軍の指揮を行っていたが、紀元前275年彼がシチリアから去ると、軍隊によって総指揮官に任命され、現地に残ることを決めた。また、シラクサの有力な市民の娘と結婚することにより、社会的に自らの立場を有利にした。
その間にマメルティニたちが勢力を伸ばし、メッシーナの街を簒奪、シラクサの領域にまで侵略をしてきた。ヒエロンは軍事行動を起こしミュラエ近くで彼らを破るが、カルタゴの干渉による彼らの本拠メッシーナを陥落させることはできなかった。そして紀元前264年に再びマメルティニを攻撃、今度はマメルティニたちはローマに支援を求める。そしてヒエロンはカルタゴ側の将軍ハンノと共同して戦うが、マメルティニの支援のもとにやってきたローマの執政官クラウディウス・カウデクスに敗れ、ローマとの条約でタオロメニウム以西のシチリア島東岸の支配のみとすることを余儀なくされる。しかし、彼は紀元前215年に死去するまで、ローマに対して誠実な態度を取り続け、しばしばローマ軍の支援にも兵力を提供し、強力な海軍を持ち続けた。
また、彼の親族には高名な学者アルキメデスがいる。ヒエロンは金細工師に王冠の製作を依頼していたが、不正に使った金をごまかしているのではないかと疑い、アルキメデスに真偽の是非を依頼した。複雑な形の物体の体積を正確に量る、という困難に取り組んだアルキメデスが、解決策を思いついた際、喜びのあまり「エウレカ! エウレカ!（発見したぞ!）」と叫びながら、裸でシラクサ市内を駆け巡ったという逸話は有名である。